# Амбарцумов Борис Володимирович
Борис Володимирович Амбарцумов (рос. Борис Владимирович Амбарцумов; нар. 29 вересня 1974, Баку, Азербайджанська РСР — 31 січня 2020) — радянський та російський борець греко-римського стилю вірменського походження, чемпіон та срібний призер чемпіонатів Європи, дворазовий володар та срібний призер Кубків світу. Заслужений майстер спорту Росії з греко-римської боротьби.

## Життєпис
Народився в Баку. Боротьбою почав займатися під керівництвом Анатолія Петросяна. З початком конфлікту між вірменами і азербайджанцями змушений був з матір'ю та братом тікати до Москви. Тренувався там під керівництвом свого старшого брата Камо та Заслуженого тренера СРСР та Росії Шевальє Нусуєва. Входив до юніорської та молодіжної збірних команд СРСР. У їх складі ставав чемпіоном світу 1988 року серед юніорів, бронзовим призером чемпіонату світу 1989 року серед молоді, чемпіоном Європи 1990 року серед молоді.
Виступав за спортивний клуб ЦСКА, Москва. Семиразовий чемпіон Москви (1992—1997, 1999). Чемпіон Росії (1995 — до 52 кг; 1997, 1998, 2000 — до 54 кг). Бронзовий призер чемпіонату Росії (1999 — до 54 кг).
У збірній команді Росії з 1994 по 2000 рік.
Завершив спортивну кар'єру в 2000 році.
У 2005—2006 роках працював тренером у Палаці боротьби імені Івана Яригіна (Москва). Також працював тренром з греко-римської боротьби в елітному фітнес-теніс-спа клубі «Резиденція» у місті Троїцьк, що входить до складу Москви.
Випускник Російського державного університету фізичної культури.

## Спортивні результати на міжнародних змаганнях

### Виступи на Чемпіонатах світу
| Змагання                        | Збірна | Вагова категорія                 | Місце |
| ------------------------------- | ------ | -------------------------------- | ----- |
| Чемпіонат світу з боротьби 1998 | Росія  | греко-римська боротьба, до 54 кг | 4     |
| Чемпіонат світу з боротьби 1999 | Росія  | греко-римська боротьба, до 54 кг | 5     |

### Виступи на Чемпіонатах Європи
| Змагання                         | Збірна | Вагова категорія                 | Місце  |
| -------------------------------- | ------ | -------------------------------- | ------ |
| Чемпіонат Європи з боротьби 1998 | Росія  | греко-римська боротьба, до 54 кг | Золото |
| Чемпіонат Європи з боротьби 2000 | Росія  | греко-римська боротьба, до 54 кг | Срібло |

### Виступи на Кубках світу
| Змагання                    | Збірна | Вагова категорія                 | Місце  |
| --------------------------- | ------ | -------------------------------- | ------ |
| Кубок світу з боротьби 1991 | СРСР   | греко-римська боротьба, до 57 кг | Золото |
| Кубок світу з боротьби 1996 | Росія  | греко-римська боротьба, до 52 кг | Срібло |
| Кубок світу з боротьби 1997 | Росія  | греко-римська боротьба, до 54 кг | Золото |

### Виступи на інших змаганнях
| Змагання                                                  | Збірна | Вагова категорія                 | Місце  |
| --------------------------------------------------------- | ------ | -------------------------------- | ------ |
| Кубок Вантаа з боротьби 1995                              | Росія  | греко-римська боротьба, до 52 кг | Золото |
| Чемпіонат світу з боротьби серед військовослужбовців 1997 | Росія  | греко-римська боротьба, до 54 кг | Срібло |
| Ігри Балтійського моря 1997                               | Росія  | греко-римська боротьба, до 54 кг | Золото |
| Всесвітні ігри військовослужбовців 1999                   | Росія  | греко-римська боротьба, до 54 кг | Бронза |

### Виступи на змаганнях молодших вікових груп
| Змагання                                      | Збірна | Вагова категорія                 | Місце  |
| --------------------------------------------- | ------ | -------------------------------- | ------ |
| Чемпіонат світу з боротьби серед юніорів 1988 | СРСР   | греко-римська боротьба, до 54 кг | Золото |
| Чемпіонат світу з боротьби серед молоді 1989  | СРСР   | греко-римська боротьба, до 57 кг | Бронза |
| Чемпіонат Європи з боротьби серед молоді 1990 | СРСР   | греко-римська боротьба, до 57 кг | Золото |